# Moncek Tengah
Moncek Tengah is een bestuurslaag in het regentschap Sumenep van de provincie Oost-Java, Indonesië. Moncek Tengah telt 1805 inwoners (volkstelling 2010).